# Elvir Bolić
Elvir Bolić (Zenica, 1971. október 10. –) bosnyák válogatott labdarúgó, csatár.
Tizennyolc éven át tartó pályafutása nagy részét Törökországban töltötte, hét klub mezét viselte az országban, volt a Galatasaray és a Fenerbahçe játékosa is. Három évet is játszott Spanyolországban, a Rayo Vallecanoba is.
Tíz éven át volt válogatott, 51 válogatott mérkőzésen 22 gólt szerzett.

## Pályafutása

### Klubcsapatokban
Jugoszláviában, Zenica városában született és a helyi Čelik Zenicában kezdte pályafutását. 1991 decemberében az 1990–1991-es bajnokcsapatok Európa-kupája győztese, a Crvena zvezda szerződtette. Egyetlen szezont töltött a belgrádi csapatnál, ahol a jugoszláv élvonal 1991–92-es, utolsó kiírásában tizenegy mérkőzésen két gólt szerzett.
A következő év nyarán, miközben a jugoszláv válogatott franciaországi edzőtáborában tartózkodott, hírt kapott a boszniai háború kitöréséről és azonnal elhagyta a csapatot, tájékoztatva a vezetőséget, hogy szerződése felbontását kéri. A Crvena ezt tiszteletben tartva hozzájárult szerződése felbontásához. Bolić nem sokkal később a török Galatasarayhoz írt alá.
A következő nyolc évet Törökországban töltötte, a Galatasarayjal és a Fenerbahçe csapatával is bajnoki címet nyert, de megfordult a Gaziantepspornál is. 1996. október 30-án a Fenerbahçe az ő góljával győzte le az Old Traffordon a Manchester Unitedet az 1996–97-es Bajnokok Ligája csoportkörében.
2000-ben Spanyolországba, a Rayo Vallecano együtteséhez igazolt, ezt követően pedig három éven át játszott a spanyol élvonalban. Első évében 32 mérkőzésen nyolcszor volt eredményes, és hétszer eredményes volt a 2000–2001-es UEFA-kupa-sorozatban is. Az andorrai Constel·lació Esportiva ellen négyszer talált a hálóba a selejtezők során, a Rayo 10–0-ra nyerte a mérkőzést.
2003-ban Bolić visszatért Törökországba, ahol az İstanbulspor játékosa lett. Egy szezon elteltével Gençlerbirligihez, majd a Malatyasporhoz igazolt, hogy aztán visszatérjen a fővárosi csapathoz. Utolsó klubcsapata a horvát HNK Rijeka volt, majd 2006 szeptemberében, 35 évesen bejelentette visszavonulását.

### A válogatottban
A független Bosznia-Hercegovina válogatottjában 1996-ban debütált Görögország ellen. Összesen 51 válogatott találkozón szerepelt pályafutása során és 22 alkalommal volt eredményes címeres mezben, ezzel pedig visszavonulásakor az ország történetének harmadik legeredményesebb labdarúgója volt Edin Džeko és Zvjezdan Misimović után.
Egyik legfontosabb válogatott gólját 2004. szeptember 8-án szerezte Spanyolország ellen, csapata azzal a találattal egyenlített sokkal esélyesebb ellenfelével szemben a 2006-os világbajnoki selejtezősorozatban. Visszavonulását követően rövid ideig dolgozott a válogatott mellett Meho Kodro segédedzőjeként.

## Sikerei, díjai
Galatasaray
- Török bajnok: 1992–93
- Török Kupa-győztes: 1992–93

Fenerbahçe
- Török bajnok: 1995–96